# مارینه مخیتاریان
مارینه هاملتی مخیتاریان (ارمنی: Մարինե Համլետի Մխիթարյան؛ انگلیسی: Marine Mkhitaryan؛ ۹ ژانویهٔ ۱۹۶۷) یک بازیگر، راوی، کارگردان، فیلم‌نامه‌نویس، کارشناس علوم پرورشی و روزنامه‌نگار اهل ارمنستان است. وی از سال میلادی تاکنون مشغول فعالیت بوده است.

## زندگی‌نامه
وی در ۹ ژانویهٔ ۱۹۶۷ در کیروواکان به دنیا آمد و از مدرسه موسیقی ادوارد کزارتمیان وانادزور (۱۹۸۲) و انستیتو دولتی سینما و تئاتر ایروان (۲۰۰۰) فارغ‌التحصیل شد. آرمن میراکیان همسر وی بود. وی عضو اتحادیه هنرمندان تئاتری ارمنستان می‌باشد.